# 傑德·斯蒂爾
傑德·約翰·斯蒂爾（英語：Jed John Steer，1992年9月23日—）是英格蘭的一位足球運動員，在場上司職守門員，曾被力英國球隊彼德堡。

## 球會生涯

### 诺里奇城
斯蒂爾在9歲已加入诺里奇城青訓學院。在17歲生日時簽下職業生約，在2009/10賽季英格蘭足總盃第二輪對卡莱尔联首次入選大軍名單。2010/11年青年足總盃，斯蒂爾功不可沒，對查尔顿竞技期間臨完場前救出點球，使球隊以1-0取勝。2011年7月，斯蒂爾被外借到英甲球會约维尔三個月，並在對布伦特福德首次上場，以2-0戰敗。10月13日傷提前回到母會養傷。
斯蒂爾回到诺里奇城客，2012年1月28日足總盃第四輪對西布罗姆维奇首次代表球隊一隊上場，以2-1取勝晉級。2012年11月9日，他被外借到剑桥联一個月。

### 阿斯頓維拉
2013年6月26日，阿斯頓維拉宣佈在7月1日會正式簽下約滿的斯蒂爾，穿上13號球衣。在維拉首次上場是英格蘭聯賽盃第二輪對罗瑟勒姆，以3-0輕取對手。2014年8月1日，斯蒂爾被外借到唐卡斯特流浪以取代離隊的罗斯·特恩布尔，為期三個月，期間上場17次有6次不失球。10月31日，他再被外借到约维尔至2015年1月31日。
外借結束後，他在英超首場比賽是對2015年5月24日對，以1-0不敵對方。

## 國家隊生涯
斯蒂爾首次代表英格蘭青年隊上場是在2007年10月。2008年8月，15歲的他被提拔至英格蘭U17，參加對意大利、葡萄牙和以色列的友誼賽。同年10月對亞美尼亞的比賽，他首次代表U17上場。雖然英格蘭U17晉級參加2009年歐洲U-17足球錦標賽，但在U17世界盃足球賽的晉級路上失敗了。
斯蒂爾首次代表英格蘭U19上場是2010年10月對塞浦路斯，救了一個點球並保持清白之身完場。

## 外部連結
- 足球数据库：傑德·斯蒂爾的球员统计数据